# Ambroise-Eulalie de Maurès de Malartic
 (décembre 2020).
Ambroise-Eulalie de Maurès, vicomte de Malartic, est un général et homme politique français né le 27 juillet 1737 à Montauban et mort le 17 février 1796 à Hambourg (Allemagne).

## Biographie
Ambroise-Eulalie de Maurès de Malartic est le fils de Pierre-Hippolyte-Joseph de Maurès de Malartic, comte de Montricoux, seigneur d'Artigues et de Saint-Geniès en Agenois et en Quercy, lieutenant aux Gardes françaises, et de d'Antoinette-charlotte de Savignac. Il est le frère d'Anne-Joseph-Hippolyte de Maurès de Malartic. 
D'abord destiné à l'état ecclésiastique et nommé chanoine de Billom en Auvergne, il préfère l'état militaire, entre au service le 1er novembre 1755, en qualité de lieutenant au régiment de Vermandois, passe capitaine le 24 juin 1759, fait la campagne de Minorque, prend part au siège et à l'assaut du fort Saint-Philippe de Mahon, et est envoyé avec son régiment aux Îles Sous-le-Vent, où il remplit les fonctions de major.
Il épouse, le 20 juin 1774, Eugénie-Françoise Claëssen, veuve de Pierre-Henri de Régnier, écuyer, seigneur de Périgny et de la Roche-Barangère en Aunis, et fille de l'ancien directeur de la Compagnie des Indes et maire de La Rochelle Nicolas Claëssen.
Nommé major du régiment provincial de Montauban le 24 février 1774, il devient, quelques années après, lieutenant-colonel commandant du bataillon de garnison du Poitou, et est appelé, le 23 juillet 1780, au commandement de l'île d'Aix.
Maire de la ville de La Rochelle le 12 juillet 1775, il a la plus grande part au maintien du pain à un prix raisonnable lors des disettes de 1785 et de 1789, est membre et second secrétaire perpétuel de l'Académie de cette ville. 
Le 26 mars 1789, il est élu député de la noblesse de la sénéchaussée de La Rochelle aux États généraux. Il est secrétaire de la chambre de la noblesse, soutient à l'Assemblée constituante les privilèges de son ordre et protesta en ces termes contre la réunion des trois ordres :
« Le député de la noblesse de la Rochelle forcé, par l'instruction particulière de ses commettants, de ne jamais se départir du droit de délibérer par ordre sur tous les objets qui ne concernent pas l'impôt ou la répartition, déclare qu'il ne peut participer en rien aux délibérations de l'assemblée jusqu'à ce que ses commettants ayent pris, dans leur sagesse, le parti qu'ils jugeront convenable ; en conséquence et d'après l'obtention de nouvelles lettres de convocation pour assembler la noblesse de la sénéchaussée de la Rochelle, le dit député fait toute réserve contre toute décision qui pourrait être prise dans ladite assemblée, et il en demande acte.
À Versailles, le 30 juin 1789.
Malartic. »
Il reçoit du comte de Châtelaillon une lettre des plus flatteuses lui exprimant, au nom de l'ordre de la noblesse d'Aunis, sa satisfaction sur sa conduite à l'Assemblée :
« L'ordre de la noblesse m'a prié, Monsieur, de vous témoigner sa satisfaction du zèle et de la sagesse que vous faites paraître dans la place que ses suffrages vous ont déférée. L'expérience lui fait voir qu'il ne pouvait mieux placer la confiance et ses intérêts. La délicatesse de vos sentiments, la pureté de vos intentions et l'activité infatigable de vos lumières, laissent au moins à vos commettants, dans le bouleversement inimaginable où sont aujourd'hui les choses et les esprits, l'espoir énergique et vivifiant de ne jamais perdre l'honneur.
J'ai l'honneur d'être Votre très humble et très obéissant serviteur,
Signé : Le Comte de Chatelaillon, grand sénéchal. »
Promu maréchal de camp aux armées du roi le 1er mars 1791, Malartic émigre après la session et meurt en Allemagne. Il était chevalier de l'ordre de Saint-Louis et membre des académies de Montauban et de Montpellier.